# Domenico Modugno

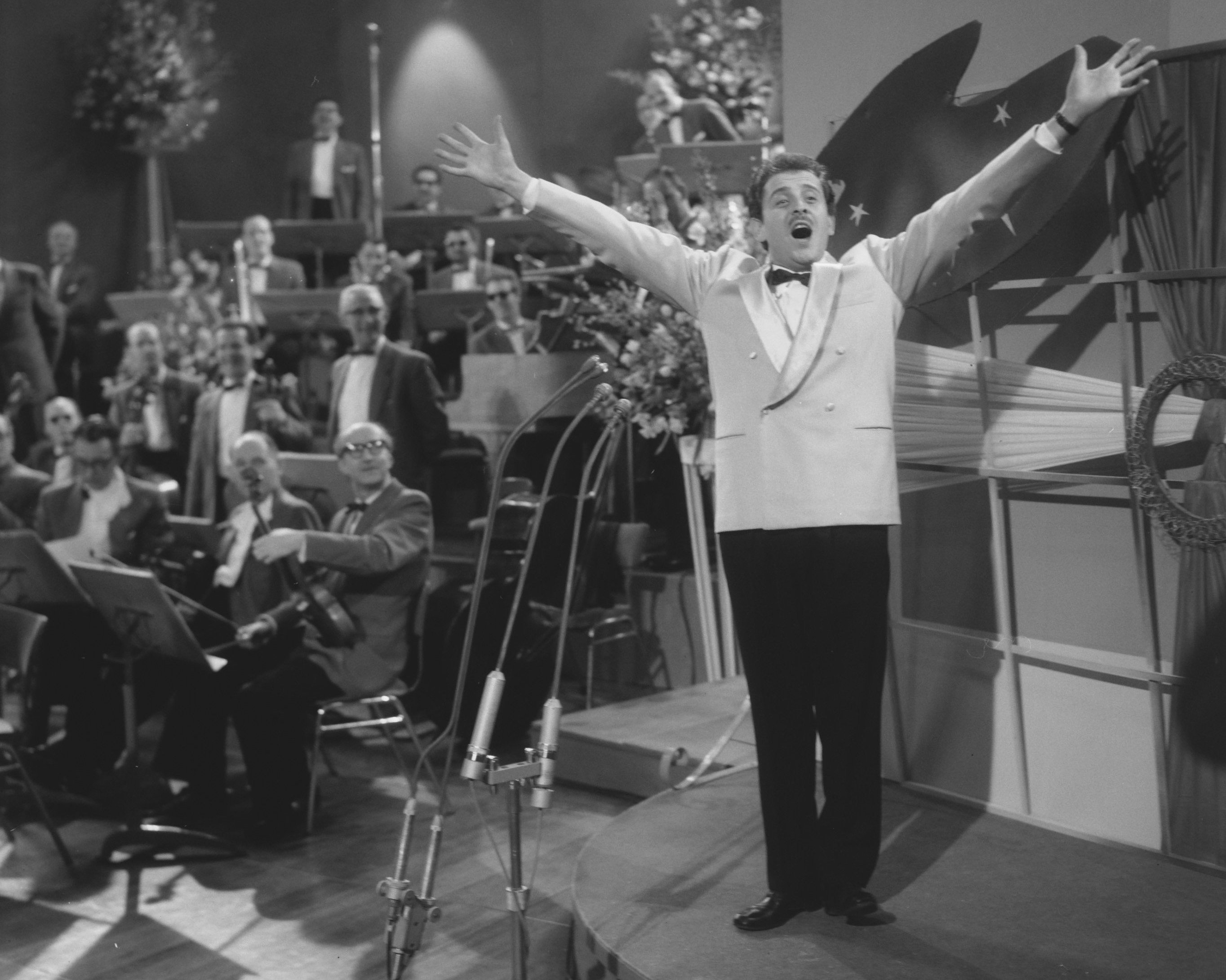
Domenico Modugno la ediția 1958 a Concursului Muzical Eurovision

Domenico Modugno

Domenico Modugno, (n. 9 ianuarie 1928, Polignano a Mare, Apulia, Italia – d. 6 august 1994, Lampedusa e Linosa, Sicilia, Italia), a fost un cântăreț, compozitor și actor italian care a lansat melodii la sfârșitul anilor 1950, devenite șlagăre, inclusiv faimosul Nel blu dipinto di blu, mai cunoscut ca remake în limba engleză cu titlul „Volare”.
Una dintre piesele sale a apărut în filmul din 1955 Vacanze d’amore. În 1958 a triumfat cu Nel blu dipinto di blu la Festivalul de la Sanremo alături de Johnny Dorelli. Această piesă, care reprezintă Italia la Eurovision, ocupă locul trei și câștigă un premiu Grammy anul următor.
A fost premiat la Festivalul de la Sanremo de patru ori (1958, 1959, 1962 și 1966). Cântecele sale încă mai trăiesc în reluări, în emisiuni TV și reclame.

## Melodii cunoscute
Printre melodiile celebre ale lui Modugno se numără:
- Addio... addio... (1962)
- Dio, come ti amo (1966)
- Domenica (1975)
- La lontananza (1970)
- Marinai donne e guai (1958)
- Il Maestro di violino (1976)
- Nel blu dipinto di blu (1958)
- Pasqualino maragià (1958)
- Piange..il telefono duet cu Francesca Guadagno (1975)
- Piove (Ciao ciao bambina) (1959)
- Tu si 'na cosa grande (1964)
- Vecchio Frac (1955)

## Filmografie selectivă
În cariera sa Modugno a jucat în 38 de filme.
- 1951 Filumena Marturano, regia Eduardo De Filippo
- 1954 Roșu și negru (Rosso e nero), regia Domenico Paolella
- 1954 Vacanze d'amore (Village magique), regia Jean-Paul Le Chanois
- 1955 Mantaua roșie (Il mantello rosso), regia Giuseppe Maria Scotese
- 1957 Soții în oraș (Mariti in città),	Luigi Comencini (doar compozitor)
- 1958 Neveste periculoase (Mogli pericolose), regia Luigi Comencini (doar compozitor)
- 1960 Adua și prietenele sale (Adua e le compagne), regia Antonio Pietrangeli
- 1960 Întâlnire la Ischia (Appuntamento a Ischia), regia Mario Mattoli
- 1972 Jocul de cărți (Lo scopone scientifico), regia Luigi Comencini
- 1975 Piange... il telefono, regia Lucio De Caro
- 1976 Il maestro di violino, regia Giovanni Fago